# Sopraninoblokfluit
De Sopraninoblokfluit is de op een na kleinste blokfluit van de blokfluitfamilie.
Deze blokfluit is gestemd in F en zijn lengte is 20 cm. Hij wordt bijna altijd van Europese zachte of tropische harde houtsoorten gemaakt, maar soms wordt hij ook van kunststof gemaakt. Net als de kleine sopranino.